# Iwtschenko Progress
Iwtschenko Progress (russisch Запорожское машиностроительное конструкторское бюро „Прогресс“ имени академика А. Г. Ивченко, Transkription: Saporoschskoje maschinostroitelnoje konstruktorskoje bjuro „Progress“ imeni akademika A. G. Iwtschenko) ist ein ehemals staatliches Unternehmen der UdSSR mit Sitz in Saporoschje, Ukraine. Ziel des Unternehmens und ehemaligen Entwicklungsbüros ist die Konstruktion und Fertigung von Flugmotoren, Großantrieben, Gasturbinen und sonstigen Verbrennungskraftmaschinen. Heute gehört das Unternehmen zum ukrainischen Rüstungskonzern Ukroboronprom.

## Geschichte
Die Firma wurde 1930 gegründet. Zunächst war sie Bestandteil des staatlichen Flugmotorentwicklungsbüros Nr. 29 in Saporoschje. Von 1930 bis 1937 leitete Arkadi Nasarow das Büro. Von 1938 bis 1940 übte die Konstruktionsleitung Sergei Tumanski aus, dem jedoch bald ein eigenes Konstruktionsbüro übertragen wurde. Bis zur Evakuierung nach Omsk 1941 war Jewgeni Urmin Chefkonstrukteur.
Nach dem Zweiten Weltkrieg war das Entwicklungsbüro zunächst Bestandteil des 478. Flugmotorenwerks und wurde zum Jahresende wieder neu gegründet. Ab 1946 leitete Alexander Iwtschenko das Büro bis zu seinem Tod 1968. Zunächst nannte sich das Entwicklungsbüro jedoch einfach Progress  (Прогресс; dt. Fortschritt). Anfangs beschäftigte man sich fast ausschließlich mit der Entwicklung von Kolbenflugmotoren. Diese wurden in Großserie hergestellt, insbesondere für Jakowlew-Flugzeuge. Verschiedene Motortypen wurden auch speziell für den Einsatz in Hubschraubern entwickelt und hergestellt. 1953 begann man mit der Entwicklung eines Turboprop-Triebwerkes, dem Iwtschenko AI-20, mit einer Leistung von zunächst 4000 PS, das in einer Vielzahl militärischer und ziviler Flugzeuge eingesetzt wurde. Von diesem Typ existiert eine große Anzahl von Varianten, um den verschiedenen Einsatzzielen Rechnung zu tragen. Es gab noch eine kleinere Variante, das AI-24 mit etwa 2400 PS.
Mitte der 1960er-Jahre begann man mit der Entwicklung von Mantelstromtriebwerken. 1967 waren die Entwicklungen des Zweikreistriebwerkes AI-25 abgeschlossen, das ab 1973 unter anderem in die Jakowlew Jak-40 und die Aero L-39 eingebaut wurde. In diesen Zeitraum fiel auch die Entwicklung und Herstellung einiger kleiner Gasturbinen wie der AI-8 oder AI-9, die vorrangig als Hilfstriebwerke verwendet werden. 1968 übernahm Wladimir Lotarjow die Kontrolle über die Neuentwicklungen.
In den 1970er-Jahren wurde die Entwicklung von Mantelstromtriebwerken mit hohem Nebenstromverhältnis vorangetrieben. Dies führte ab 1977 zur Serienfertigung des D-36, einem Dreiwellentriebwerk, das in der Jakowlew Jak-42 und der Antonow An-74 Verwendung fand. Speziell für den Helikopter Mil Mi-26 wurde von diesem Triebwerk ein Hubschraubertriebwerk abgeleitet, das 11.400 PS leistete.
In der ersten Hälfte der 1980er-Jahre wurde ein sehr großes Turbofan-Triebwerk, das D-18T, in Angriff genommen, um hochleistungsfähige Antriebe für die neuen Großraumflugzeuge wie die Antonow An-124 oder An-225 zur Verfügung zu stellen. Dieses Triebwerk liefert einen Schub von rund 230 kN. 1989 wurde Fjodor Murawtschenko zum Chefkonstrukteur berufen und 2007 zum Generaldirektor der neuen Firma Iwtschenko-Progress.
Wie die westlichen Hersteller auch konzentrierte man sich in Folge auf die Herstellung wirtschaftlicher und konkurrenzfähiger neuer Turbinen. Daraufhin entstand das kleine Turbofan-Triebwerk DW-2, das für die Aero L-59 verwendet wurde. Ein Novum stellte das D-27 dar, ein Triebwerk mit zwei integrierten gegenläufigen Achtblattpropellern und etwa 10.100 kW Leistung. Im Englischen nennt man diese Konstruktion Unducted Fan und es gab vergleichbare Entwicklungen von General Electric. Das Triebwerk war für die Antonow An-70 vorgesehen.
Es gibt weitere Projekte für den zivilen und militärischen Bereich, sowohl für Hubschrauber wie auch für Flugzeuge. Es traten jedoch auch industriell verwertbare Gasturbinen in den Vordergrund, die zur dezentralen Verfügungstellung großer Leistungen, etwas als Stromaggregat, aber auch für den Kompressorantrieb und Ähnliches Verwendung finden.

## Triebwerke
- Iwtschenko AI-14 – Sternmotor für An-14, Jak-12 und PZL-104
- Iwtschenko AI-20 – Turboprop für Antonow An-10, An-12, Berijew Be-12 und Iljuschin Il-18, Lizenzbau in China für Avic AG600
- Iwtschenko AI-24 – Turboprop für Antonow An-24 und An-26
- Iwtschenko AI-25 – Turbofan für Jakowlew Jak-40 und Aero L-39
- Iwtschenko AI-8 – Hilfstriebwerk
- Iwtschenko AI-9 – Hilfstriebwerk
- Iwtschenko Progress D-36 (Lotarjow D-36) – Turbofan für Jakowlew Jak-42 und Antonow An-74
- Lotarjow D-18 – Turbofan für Antonow An-124 und An-225

Die folgenden Triebwerke finden sich in der Literatur zum Teil auch mit der Herstellerbezeichnung Progress:
- Iwtschenko DW-2 – Turbofan für Aero L-59
- Iwtschenko D-27 – Turboprop für Antonow An-70
- Iwtschenko D-136 – Hubschrauberturbine für Mil Mi-26
- Iwtschenko D-436 – Turbofan für Tupolew Tu-334, Berijew Be-200, Jakowlew Jak-42M, Tupolew Tu-134M
- Iwtschenko TW-3 – Turboprop für Antonow An-140
- Iwtschenko AI-22 – Turbofan für Tupolew Tu-324, Jakowlew Jak-48
- Iwtschenko AI-222 – Turbofan für Jakowlew Jak-130
- Iwtschenko AI-450 – Hubschrauberturbine für Kamow Ka-226, Kamow Ka-228, Mil Mi-2, Mil Mi-34
- Iwtschenko AI-450S – Turboprop für Diamond DART 450